# Michael Fassbender
Michael Fassbender (født 2. april 1977) er en tysk-irsk skuespiller. Han er bedst kendt for at spille Lt Archie Hicox i Quentin Tarantino's Inglourious Basterds (2009) og Magneto i superheltefilmen X-Men: First Class. Hans andet filmarbejde omfatter Jane Eyre (2011), Sky One tv-serien Hex, HBO miniserien Kammerater i krig, Zack Snyder's 300 (2007), og den BAFTA-vindende film Hunger fra 2008 The Snowman 2017. Desuden blev han nomineret til en Academy Award for sin rolle som Edwin Epps i 12 Years a Slave i 2014.

## Tidlige liv
Fassbender blev født i Heidelberg i Vesttyskland (nu Tyskland). Hans mor, Adele, er irsk og født i Larne i County Antrim og hans far, Josef Fassbender, er tysk. Ifølge Fassbender's "familiestamtræ" er hans mor grand-grand-niece af Michael Collins, en irsk leder under uafhængighedskrigen. Da han var to år gammel, flyttede hans forældre til Killarney i County Kerry i Irland , hvor de ejede West End House, en restaurant (hans far er en kok). Fassbender blev opdraget som katolik og fungerede som alterdreng. Han gik på St. Brendan's, Killarney (Sem) og på Drama Centre London.

## Karriere
Fassbender spillede først rollen som Burton "Pat" Christenson i Tom Hanks og Steven Spielberg's prisbelønnede Kammerater i krig.
Han spillede karakteren Azazeal i begge serier af Hex på Sky One, og han medvirkede også som hovedperson i musikvideoen til sangen "Blind Pilots" af det britiske band The Cooper Temple Claus.
Et år efter hans succes på Filmfestival i Cannes med Hunger, optrådte han i to film. Først medvirkede han i Quentin Tarantino's Inglourious Basterds , hvor han spillede den britiske officer løjtnant Archie Hicox. Den anden film var Fish Tank instrueret af Andrea Arnold. For begge opnåede han gode anmeldelser.
Fassbender spillede Magneto i X-Men: First Class, en forløber til X-Men. Den foregår i 1962, hvor der fokuseres på forholdet mellem Professor X (spillet af James McAvoy) og Magneto og oprindelsen af deres grupper, X-Men og The Brotherhood of Mutants. Filmen blev udgivet den 2. juni 2011 i Danmark.

## Privatliv
Fassbender blev i oktober 2017 i hemmelighed gift med den svenske oscarvindende skuespiller, Alicia Vikander. De begyndte at komme sammen i 2014 under optagelserne til filmen The Light Between Oceans, hvor de spillede hinandens ægtefæller.

## Filmografi
Udvalgt filmografi
- 300 (2007)
- Hunger (2008)
- Blood Creek (2009)
- Fish Tank (2009)
- Inglourious Basterds (2009)
- Centurion (2010)
- Jonah Hex (2010)
- Jane Eyre (2011)
- X-Men: First Class (2011)
- A Dangerous Method (2011)
- Shame (2011)
- Haywire (2012)
- Prometheus (2012)
- 12 Years a Slave (2013)
- The Counselor (2013)
- Frank (2014)
- X-Men: Days of Future Past (2014)
- Slow West (2015)
- Macbeth (2015)
- Steve Jobs (2015)
- Trespass Against Us (2016)
- The Light Between Oceans (2016)
- X-Men: Apocalypse (2016)
- Assassin's Creed (2016)
- Weightless (2016)
- Snemanden (2017)
- Alien: Covenant (2017)
- X-Men: Dark Phoenix (2019)